# Holderbank AG
| AG ist das Kürzel für den Kanton Aargau in der Schweiz. Es wird verwendet, um Verwechslungen mit anderen Einträgen des Namens Holderbank zu vermeiden. |

Holderbank (schweizerdeutsch: ˈhoudərˌbɑŋkχ) ist eine Einwohnergemeinde im Schweizer Kanton Aargau. Sie gehört zum Bezirk Lenzburg und liegt an der Aare auf halbem Weg zwischen Lenzburg und Brugg.

## Geographie
Das lang gestreckte Dorf befindet sich in einem schmalen Landstreifen zwischen der Aare und dem steilen Westabhang des Chestenbergs (647 m ü. M.), einem Ausläufer des Kettenjuras. Der schmale felsige Grat beginnt beim Schloss Wildegg unmittelbar neben der südlichen Gemeindegrenze, verläuft zuerst etwa einen Kilometer in nordnordöstlicher Richtung und biegt dann unvermittelt nach Osten ab. An diesen Grat schliesst sich im Norden ein Ausläufer des Scherzbergs an. Zwischen den beiden Bergen erstreckt sich ein kurzes Tal, das von zahlreichen Kiesgruben und Steinbrüchen geprägt ist.
Die Fläche des Gemeindegebiets beträgt 233 Hektaren, davon sind 95 Hektaren bewaldet und 67 Hektaren überbaut. Der höchste Punkt befindet sich auf 647 Metern auf dem Grat des Chestenbergs, der tiefste auf 350 Metern an der Aare. Nachbargemeinden sind Brugg und Schinznach im Norden, Lupfig im Osten, Möriken-Wildegg im Süden und Veltheim im Westen.

## Geschichte
Die erste urkundliche Erwähnung von Halderwang erfolgte im Jahr 1259. Der Ortsname setzt sich aus den althochdeutschen Wörtern holuntar (Holunder) und wang (Abhang) zusammen. In der Urkunde liessen Graf Rudolf I. von Habsburg (der spätere deutsche König) und sein Cousin Graf Gottfried von Habsburg-Laufenburg aufzeichnen, welche Lehen der elsässischen Fürstabtei Murbach sie besassen. Rudolf I. kaufte kurz vor seinem Tod im Jahr 1291 dem Kloster den Hof Holderbank und zahlreiche weitere Besitzungen ab, darunter auch die Stadt Luzern. Der Hof entwickelte sich in der Folge zu einem kleinen Dorf. Die niedere Gerichtsbarkeit lag in den Händen der jeweiligen Bewohner von Schloss Wildegg.
1415 eroberten die Eidgenossen den Aargau. Holderbank gehörte nun zum Untertanengebiet der Stadt Bern, dem so genannten Berner Aargau. Das Dorf bildete einen Teil des Gerichtsbezirks Möriken im Amt Lenzburg, der mehr als dreihundert Jahre lang von der Familie Effinger, den Wildegger Schlossherren, verwaltet wurde. 1528 führten die Berner die Reformation ein. Ab Beginn des 18. Jahrhunderts betrachtete man das Dorf als eine von Möriken losgelöste Gemeinde. Beim Franzoseneinfall im März 1798 entmachteten die Franzosen die «Gnädigen Herren» von Bern und riefen die Helvetische Republik aus, die 1803 aufgelöst wurde. Holderbank gehört seither zum Kanton Aargau.

Luftansicht (1964)

Zu Beginn des 19. Jahrhunderts waren die Bewohner Holderbanks in der Landwirtschaft tätig oder arbeiteten in den Textilfabriken von Wildegg und Niederlenz. 1835 wurde eine Kattundruckerei eröffnet, die allerdings in den 1890er Jahren einging. Die am 15. Mai 1858 durch die Schweizerische Nordostbahn eröffnete Eisenbahnlinie zwischen Aarau und Brugg führte zwar unmittelbar am Dorf vorbei, doch die Gemeinde bemühte sich mehrmals vergeblich um einen Bahnhof; der nächstgelegene befand sich in Wildegg. 1897 nahm eine Kalkfabrik den Betrieb auf. Seit 1911 besteht der Effingerhort, ein Rehabilitationshaus für Alkoholabhängige.
Am meisten zum wirtschaftlichen Aufschwung der Gemeinde trug die 1912 gegründete «Aargauische Portlandcementfabrik» (heute Holcim) bei. Diese nahm später den Namen der Standortgemeinde an, entwickelte sich im Laufe der Jahrzehnte zum grössten Zementkonzern der Welt und machte den Namen Holderbank weltweit bekannt. Während der Blütezeit zu Beginn der 1960er Jahre zählte das Stammwerk in Holderbank 300 Mitarbeiter, die jährlich 400'000 Tonnen Zement und 25'000 Tonnen Kalk produzierten. Die dazu benötigten Rohstoffe wurden direkt vor Ort oder auf der anderen Seite des Flusses in Veltheim und Auenstein abgebaut.
Im Jahr 1974 musste die 1933 gegründete Keramikfabrik geschlossen werden. 1975 gab der Holderbank-Konzern die schrittweise Verlegung der Zementproduktion nach Rekingen und Würenlingen bekannt. Die Gemeinde erwarb vom Konzern das Steinbruchareal, das heute noch das Dorf in zwei Hälften teilt. Ab 1990 wurde das Gelände mit Aushubmaterial aufgefüllt; in naher Zukunft soll hier ein neues Dorfzentrum entstehen.

## Sehenswürdigkeiten
Die Kirche von Holderbank wurde erstmals 1275 erwähnt und diente der Familie Effinger, den Wildegger Schlossherren, als Begräbnisstätte. Bedeutend ist der spätgotische Taufstein aus der Zeit um 1470 mit dem Wappen des Hans Heinrich von Ballmoos, Herrn zu Wildegg und Wartenstein. 1701/02 erfolgte durch den Berner Architekten Samuel Jenner ein kompletter Neubau im spätbarocken Stil.

## Wappen
Die Blasonierung des Gemeindewappens lautet: «In Rot grüner Holunderbusch mit fünf weissen Blütendolden, umgeben von weisser Rundbank.» Hierbei handelt es sich um ein so genanntes redendes Wappen; dieses erschien erstmals auf den Gemeindesiegeln des 19. Jahrhunderts. Neueste Forschungen gehen von einer Fehldeutung des Ortsnamens aus; die Endung -bank steht nicht für eine Sitzbank, sondern für einen Abhang.

## Bevölkerung
Die Einwohnerzahlen entwickelten sich wie folgt:
| Jahr      | 1764 | 1850 | 1900 | 1930 | 1950 | 1960 | 1970 | 1980 | 1990 | 2000 | 2010 | 2020 |
| Einwohner | 155  | 281  | 303  | 550  | 622  | 722  | 774  | 813  | 812  | 804  | 904  | 1408 |

Am 31. Dezember 2023 lebten 1489 Menschen in Holderbank, der Ausländeranteil betrug 34,3 %. Bei der Volkszählung 2015 bezeichneten sich 29,6 % als römisch-katholisch und 23,9 % als reformiert; 46,5 % waren konfessionslos oder gehörten anderen Glaubensrichtungen an. 83,7 % gaben bei der Volkszählung 2000 Deutsch als ihre Hauptsprache an, je 5,0 % Italienisch und Serbokroatisch sowie je 1,4 % Albanisch und Englisch.

## Politik und Recht
Die Versammlung der Stimmberechtigten, die Gemeindeversammlung, übt die Legislativgewalt aus. Ausführende Behörde ist der fünfköpfige Gemeinderat. Er wird im Majorzverfahren vom Volk gewählt, seine Amtsdauer beträgt vier Jahre. Der Gemeinderat führt und repräsentiert die Gemeinde. Dazu vollzieht er die Beschlüsse der Gemeindeversammlung und die Aufgaben, die ihm vom Kanton zugeteilt wurden. Für Rechtsstreitigkeiten ist in erster Instanz das Bezirksgericht Lenzburg zuständig. Holderbank gehört zum Friedensrichterkreis XI (Lenzburg).

## Wirtschaft
In Holderbank gibt es gemäss der im Jahr 2015 erhobenen Statistik der Unternehmensstruktur (STATENT) rund 760 Arbeitsplätze, davon 1 % in der Landwirtschaft, 13 % in der Industrie und 86 % im Dienstleistungsbereich. Grösster Arbeitgeber ist die FIXIT AG, die Gips, Mörtel und Beton herstellt. Der Konzern LafargeHolcim (vormals Holderbank) hat an seinem Ursprungsort die Produktion von Zement eingestellt und ist hier lediglich noch mit der Firmenstiftung und einer Generalunternehmung für den Bau von Zementfabriken vertreten.

## Verkehr
Holderbank liegt verkehrsgünstig an der Hauptstrasse 5 von Aarau über Brugg nach Waldshut, etwa fünf Kilometer vom Anschluss Aarau-Ost der Autobahn A1 entfernt. Seit 1999 besitzt das Dorf eine Haltestelle an der SBB-Bahnlinie Olten–Aarau–Brugg, die eine Buslinie der Gesellschaft Regionalbus Lenzburg ersetzte.
Die Bahnhaltestelle wird von folgenden Linien bedient:
- S 29 Sursee – Zofingen – Olten – Aarau – Wildegg – Brugg – Turgi
- SN1 Aarau – Wildegg – Brugg – Dietikon – Zürich HB – Stettbach – Winterthur

## Bildung
Die Gemeinde verfügt über einen Kindergarten und ein Schulhaus, in dem die Primarschule unterrichtet wird. Sämtliche Oberstufen der obligatorischen Volksschule (Realschule, Sekundarschule, Bezirksschule) können in Möriken-Wildegg besucht werden. Die nächstgelegenen Gymnasien sind die Alte Kantonsschule und die Neue Kantonsschule, beide in Aarau.

## Persönlichkeiten
- Jakob Friedrich Ehrhart (1742–1795), Apotheker und Botaniker